# 利塔戈
利塔戈，是西班牙阿拉贡自治区萨拉戈萨省的一个市镇。 总面积15平方公里，总人口172人（2001年），人口密度11人/平方公里。